# Нова Висунь
Нова́ Вису́нь — село в Україні, у Казанківській селищній громаді Баштанського району Миколаївської області. Населення становить 91 особу.